# Monetazione islamica
La monetazione islamica è costituita dalla monete usate nell'Impero islamico nel Medioevo ed è rappresentata principalmente da due tipi di monete: il dinaro (dīnār) d'oro ed il dirham d'argento.

## Storia
Le conquiste arabe del VII e dell'inizio dell'VIII secolo unirono, per la prima volta nella storia, il mondo mediterraneo di Roma e gli antichi imperi da un lato, con la Mesopotamia e l'Iran dall'altro. 
La separazione dei mondi bizantino e sasanide era adeguatamente indicata dalla differenza fra i loro sistemi monetari. La monetazione bizantina era di fatto uno standard monometallico basato sul solido aureo o nomisma, di circa 4,55 grammi d'oro; quella sassanide era anch'essa monometallica ma in base argentea, con la dracma che pesava circa 4,15 grammi. Nei primi decenni dopo le conquiste arabe, queste monete continuarono a circolare e a essere coniate come prima, ciascuna nella rispettiva regione del califfato. Intorno al 690, tuttavia, il califfo omayyade Abd al-Malik ibn Marwan (685-705) avviò una fondamentale riforma monetaria che andava a sostituire entrambi i sistemi precedenti con uno standard bimetallico: il dinaro, di circa 4,25 grammi di oro, e il dirham, di circa 2,97 grammi di argento, con un rapporto di cambio ufficiale di 20 dirham per dinaro, ovvero un rapporto oro-argento di quattordici a uno per lo stesso peso di metallo. Le nuove monete erano notevoli anche perché avevano un carattere meramente epigrafico, cioè non contenevano rappresentazioni del monarca o della divinità come di consuetudine, ma solo un'invocazione all'Onnipotente, il nome del califfo regnante e la data e il luogo in cui la moneta era  stata coniata.
La fusione dei due imperi era dunque ora simboleggiata dal nuovo standard bimetallico, che sostituiva i rispettivi regimi monometallici in base aurea e argentea. Il califfato era in grado di sostenere la riforma monetaria con enormi riserve di entrambi i metalli preziosi e con il continuo accesso a nuove forniture. L'intero tesoro reale dei sasanidi, che secondo una stima ammontava a 9 miliardi di dracme, fu trovato intatto e grandi quantità di piastre d'oro e d'argento furono ottenute dalle ex province bizantine di Egitto e Siria. Le miniere d'oro della Nubia e dell'Africa occidentale erano accessibili grazie al commercio e quelle d'argento dell'Iran e della Transoxiana contenevano abbondanti depositi di metallo. Con simili risorse a disposizione, il mondo islamico fu in grado di godere della stabilità monetaria senza alcun ricorso significativo alla svalutazione per oltre tre secoli. Le monete arabe erano largamente apprezzate anche nel mondo cristiano.